# Spekendorf
Spekendorf ist ein Stadtteil von Aurich in Ostfriesland, Niedersachsen.

## Geografie
Spekendorf liegt im östlichen Bereich des Landkreises Aurich und grenzt bei der Gemarkung Hohebarg, bei Ardorf, an den Landkreis Wittmund. Der Ort liegt rund 15 Kilometer von Aurich entfernt. Er ist seit 1972 Teil der Stadt Aurich und hat enge Verbindungen zu den Nachbarorten Middels und Ogenbargen.
Geografisch ist der Ort auf einem Geestausläufer angesiedelt. Sande, Geschiebelehme, Mergel und Geröllmaterialien bilden den Untergrund. In unmittelbarer Nähe sind nacheiszeitliche Moorbildungen vorhanden, besonders das Pfalzdorfer Moor ist hier zu nennen.
Eine Ziegelei nutzte in Spekendorf einst die Lehmvorkommen und fertigte die typischen ostfriesischen Backsteine.

## Geschichte
1998 feierte Spekendorf mit einem umfangreichen Festprogramm die erste urkundliche Erwähnung vor 420 Jahren. Anlass der Feierlichkeiten war auch, auf die ersten Besiedlungshinweise vor 1000 Jahren hinzuweisen.
Die Gegend um Spekendorf ist uraltes Siedlungsgebiet. Bereits um 1200 wurde im Nachbarort Middels die Kirche errichtet. Im Zusammenhang mit wirtschaftlichen Veränderungen im frühen Mittelalter, besonders die Intensivierung des Roggenanbaus und der Entstehung der Gasten (streifenartige Ackerflur), setzt auch die Besiedlung in diesen Gegenden ein. Schon 1578 ist ein Johann tho Spekendorf als Hofplatzbesitzer nachzuweisen.
Der Ort ist kein typisches ostfriesisches Kirchdorf, so fehlt auch ein Gotteshaus. Hier ist die Verbindung zum Kirchdorf Middels von zentraler Bedeutung.
Besonders die landwirtschaftliche Kolonisation stand über Jahrhunderte im Mittelpunkt. Weite Heidelandschaften mit nährstoffarmen Böden (Podsolböden) wurden für die Landwirtschaft kultiviert.
Auch große Schäfereien nutzten das "Ödland" für den Schafauftrieb. Wie in anderen ostfriesischen Geestdörfern auch, erfolgte im 19. Jh. die Aufteilung des "Ödlandes" (Gemeine Weide). Um 1850 waren in Spekendorf sechs Höfe (Plaatsen) und acht Warfstellen zu verzeichnen, die an der Gemeinheitsaufteilung beteiligt waren. Auch war ein bäuerlicher Thieplatz im Ort angelegt und bildete damit das Loog, also den Ortsmittelpunkt. Der nach Osten abfließende Wasserverlauf, auch als Speke bezeichnet, könnte den Ortsnamen hervorgerufen haben.
Am 1. Juli 1972 wurde Spekendorf in die Stadt Aurich eingegliedert.

## Politik

### Ortsrat
Der Ortsrat, der die Auricher Ortsteile Langefeld, Middels und Spekendorf gemeinsam vertritt, setzt sich aus fünf Mitgliedern zusammen. Die Ratsmitglieder werden durch eine Kommunalwahl für jeweils fünf Jahre gewählt. Die aktuelle Amtszeit begann am 1. November 2021 und endet am 31. Oktober 2026.
Bei der Kommunalwahl 2021 ergab sich folgende Sitzverteilung:
- CDU: 5 Sitze

### Ortsbürgermeister
Ortsbürgermeister ist Arnold Gossel (CDU).

## Wirtschaft und Infrastruktur
Neue Baugebiete haben das Dorf heute erheblich aufgewertet. Die Neubausiedlungen auf der Straße nach Middels zeugen von dieser positiven Entwicklung. Einkaufsmöglichkeiten sind im nahe gelegenen Middels vorhanden. Von jeher ist der Boßelsport stark in Spekendorf verankert, auch wegen der guten Straßenverhältnisse.